# Senftenberg (Austria)
Senftenberg è un comune austriaco di 1 897 abitanti nel distretto di Krems-Land, in Bassa Austria; ha lo status di comune mercato (Marktgemeinde).

## Amministrazione

### Gemellaggi
- Senftenberg, dal 1993[senza fonte]